# Сейтхалілов Сулейман Фахрійович
Сулейман Фахрійович Сейтхалілов (нар. 14 лютого 2002, Євпаторія, АР Крим, Україна) — український футболіст, півзахисник клубу «Вікторія» (Суми).

## Життєпис
Народився в криському місті Євпаторія. У ДЮФЛУ виступав за «Дніпро» (Дніпропетровськ), «Княжа» (Щасливе) та «Зірка» (Кропивницький). У дорослому футболі дебютував 2019 року в кропивницькій «Зірці». Виступав за «Зірку» в чемпіонаті Кіровоградської області та аматорському чемпіонаті України.
У серпні 2020 року перейшов до складу дебютанта української Прем'єр-ліги ФК «Інгулець». Виступав за юнацьку та молодіжну команди петрівчан. У футболці першої команди «Інгульця» дебютував 21 лютого 2021 року в нічийному (2:2) домашньому поєдинку вищого дивізіону чемпіонату України проти полтавської «Ворскли». Сулейман вийшов на поле 90+4-ій хвилині, замінивши Євгена Запорожця.